# Baranyai Tünde Klára
Baranyai Tünde Klára (Szatmárnémeti, 1973. július 22. –)  erdélyi magyar matematikus, egyetemi oktató.

## Élete
1995-ben végezte a Babeș–Bolyai Tudományegyetem matematika szakát, 1996-ban ugyanott megszerezte a mesteri fokozatot. 1996–2002 között középiskolai tanár szülővárosában. 2000–2002 között óraadó tanár a szatmárnémeti Tanítóképző Főiskolán, 2002–2006 között tanársegéd ugyanott.  
2004-ben megszerzi a doktori címet matematikából. 2006-tól a Babeș–Bolyai Tudományegyetem szatmárnémeti kihelyezett tagozatán adjunktus.

## Munkássága
Kutatási területei:  aszimptotikus fixpont-tételek, aritmetika, aritmetika tanításának módszertana, kooperatív tanulási módszer alkalmazása a matematika órákon, élménypedagógia.

### Könyvei
- Baranyai Tünde: Kooperatív módszerek bevezetésének lehetőségei matematika órákon, Státus Kiadó, Csíkszereda, 2010,  153 o.
- Baranyai Tünde: Teoreme asimptotice de punct fix, Kolozsvári Egyetemi Kiadó, Kolozsvár, 2004, 110 o.

### Szakcikkei (válogatás)
- Baranyai Tünde: Asymptotical variants of some fixed point theorems in ordered sets, Studia Universitatis Babeș-Bolyai, Mathematica,  48, 2, 2003, pp. 9–11.
- Baranyai Tünde: Some applications of an asyptotical fixed point theorems for integral equations with deviating argument, Studia Universitatis Babeș-Bolyai, Mathematica, 48, 3, 2003, pp. 27–29.
- Baranyai Tünde: Asymptotic fixed point theorems in E-metric spaces, Studia Universitatis Babeș-Bolyai, Mathematica, 49, 1, 2004, pp. 19–22.
- Baranyai Tunde, Alternatív módszerek alkalmazása a szatmárnémeti tanító- és óvóképzésben, Erdélyi Pszichológiai Szemle, 1-2010, 2010, pp. 117–127.